# Chikkoppa S.K., Ramdurg
Chikkoppa S.K. là một làng thuộc tehsil Ramdurg, huyện Belgaum, bang Karnataka, Ấn Độ.